# Academia del Idioma Alemán

Logotipo

La Academia del idioma alemán o por su título en alemán Gesellschaft für deutsche Sprache o GfdS, que tiene su sede en la ciudad de Wiesbaden es la academia de la lengua más importante de Alemania auspiciada por el gobierno.

## Historia
Refundada en 1947 al poco tiempo de finalizar la Segunda Guerra Mundial, la GfdS es políticamente independiente y es la sucesora de la Allgemeiner Deutscher Sprachverein (ADSV), la Asociación General para el Idioma Alemán, originalmente fundada en 1885 en Brunswick, Alemania. Su objetivo es investigar y cultivar el idioma alemán; evaluar en forma crítica los cambios al idioma alemán que se producen en la actualidad; y brindar recomendaciones sobre el uso actual del idioma alemán.